# 吉浦勝博
吉浦 勝博（よしうら かつひろ、1959年8月5日 - ）は、日本の実業家。東急ハンズ代表取締役社長や、学生情報センター代表取締役社長を務めた。

## 来歴・人物
鳥取県出身。1982年同志社大学法学部卒業、東急不動産入社。都市事業本部関西商業施設事業部統括部長、商業施設事業本部関西事業部統括部長を経て、2013年執行役員商業施設事業本部長に昇格。
2014年東急ハンズ取締役専務執行役員。2015年から東急ハンズ代表取締役社長を務め、なんばCITY南館への大阪初となるハンズビーの出店を進めるなどした。2017年学生情報センター代表取締役社長。